# Masahiko Kōno
Masahiko Kōno (jap. 河野 雅彦, Kōno Masahiko; * 7. Dezember 1951 in Kawasaki) ist ein japanischer Improvisations- und Jazzposaunist (auch Electronics).

## Leben und Wirken
Kōno lernte als Jugendlicher zunächst Flöte, bevor er während seines Studiums Anfang der 1970er-Jahre an der Wakō-Universität in Tokyo durch seinen Freund Yoshito Ōsawa den Trompeter Toshinori Kondō und daraufhin zur Trompete und 1976 zur Posaune wechselte. Seine Vorbilder waren Paul Rutherford, George Lewis und Roswell Rudd.
Kōno gründete eine Free-Jazz- und Improvisationsgruppe, mit der er in Japan auf Tourneen ging. In den folgenden Jahren arbeitete Kono mit der Formation EEU (Evolution Ensemble Unit), mit Toshiyuki Tsuchitori, Mototeru Takagi und Motoharu Yoshizawa. Im Herbst 1980 kam er erstmals nach New York City; in dieser Zeit arbeitete er u. a. mit Milford Graves, Elliott Sharp und William Parker.
Nach seiner Rückkehr nach Japan spielte er mit Toshinori Kondō, Shōji Hano und Katsuo Itabashi (mit dem 1983 ein Duoalbum entstand), außerdem mit Billy Bang, Paul Lovens und Derek Bailey. Er arbeitet seit den 1980er-Jahren in der amerikanischen Jazz- und Improvisationsszene u. a. mit Kevin Nortons Metaphor Quartet, mit Jemeel Moondoc, William Parkers Little Huey Creative Music Orchestra (For Those Who Are, Still, 2015), William Hooker, Hideki Katō und in der Bigband von Cecil Taylor. Daneben leitete er eine eigene Band, der auch Zusaan Kali Fasteau angehört. Im Bereich des Jazz war er zwischen 1980 und 2005 an 30 Aufnahmesessions beteiligt, u. a. auch mit Peter Kowald, Blaise Siwula und Takashi Kazamaki.
Seit 1989 hat er eine dauerhafte US-Aufenthaltsgenehmigung.

## Diskographische Hinweise
- Ellen Christi – Yūko Fujiyama – Masahiko Kono – Mauro Orselli: Reconstruction of Sound (Network, 1996)